# 575 TCN
575 TCN là một năm trong lịch La Mã.